# Backend
 (mai 2017).
Si vous disposez d'ouvrages ou d'articles de référence ou si vous connaissez des sites web de qualité traitant du thème abordé ici, merci de compléter l'article en donnant les références utiles à sa vérifiabilité et en les liant à la section « Notes et références ».
Dans le contexte des systèmes informatiques multicouches, un backend (parfois aussi appelé une dorsale,) est un terme désignant une couche logicielle accédant à des données mais, à l'inverse du  frontend, ne gère pas d'interface utilisateur. Par extension, on parle aussi de développeur ou ingénieur backend.

## Exemples
- Dans une architecture modèle-vue-contrôleur, la vue fait partie du frontend (interface utilisateur) alors que le modèle et le contrôleur font partie du backend (représentation et traitement des données en arrière-plan).
- Dans un environnement client-serveur, on considère que le client fait office de frontend alors que le serveur fait office de backend.
- Dans l'ancien système d'exploitation Windows 3.1, le sous-système d'exploitation MS-DOS est considéré comme le backend alors que l'interface graphique avec laquelle l'utilisateur interagit est considérée comme étant le frontend.